# Дмитриј Хворостовски
Дмитриј Александрович Хворостовски (рус. Дми́трий Алекса́ндрович Хворосто́вский; Краснојарск, 16. октобар 1962 - Лондон, 22. новембар 2017) био је руски оперски баритон. Сматра се једним од најзначајнијих оперских певача своје генерације. Наступао је у водећим оперским кућама у свету. Поред опере певао је и руске романсе. 
Носилац је великог броја ордена: народни уметник Руске Федерације (1996), ордена Александра Невског (2015) и ордена за заслуге отаџбини (2017). Након двоипогодишње борбе са раком, преминуо је у својој кући у Лондону.